# Kanton Dinan
Der Kanton Dinan (bretonisch: gleicher Name) ist seit 2015 eine französische Verwaltungseinheit im Arrondissement Dinan, im Département Côtes-d’Armor und in der Region Bretagne; sein Hauptort ist Dinan.

## Geschichte
Der Kanton entstand mit der Neuordnung der Kantone in Frankreich im Jahr 2015. Nebst der Stadt Dinan (deren Stadtteile teils Dinan-Est, teils Dinan-Ouest zugeordnet waren)  gehörten die Gemeinden früher zu den Kantonen Dinan-Est (Léhon), Dinan-Ouest (Aucaleuc, Quévert und Trélivan) und Plélan-le-Petit (Vildé-Guingalan).

## Lage
Der Kanton liegt im Nordosten des Départements Côtes-d’Armor.

## Gemeinden
Der Kanton besteht aus fünf Gemeinden mit insgesamt 24.051 Einwohnern (Stand: 1. Januar 2022) auf einer Gesamtfläche von 46,02 km²:
| Gemeinde        | Bretonisch       | Einwohner (2022) | Fläche (km²) | Code postal | Code Insee |
| --------------- | ---------------- | ---------------- | ------------ | ----------- | ---------- |
| Aucaleuc        | Oskaleg          | 953              | 6,38         | 22100       | 22003      |
| Dinan           | Dinan            | 14.966           | 8,71         | 22100       | 22050      |
| Quévert         | Kever            | 3.963            | 12,48        | 22100       | 22259      |
| Trélivan        | Trelivan         | 2.875            | 11,10        | 22100       | 22364      |
| Vildé-Guingalan | Gwilde-Gwengalon | 1.294            | 7,35         | 22980       | 22388      |
| Kanton Dinan    | Dinan            | 24.051           | 46,02        | -           | 2204       |

## Veränderungen im Gemeindebestand seit der landesweiten Neuordnung der Kantone
2018: Fusion Dinan und Léhon → Dinan

## Politik
Im 1. Wahlgang am 22. März 2015 erreichte keines der fünf Wahlpaare die absolute Mehrheit. Bei der Stichwahl am 29. März 2015 gewann das Gespann Brigitte Balay-Mizrahi/René Degrenne (beide DVD) gegen Anne-Cécile Briec-Lamé/Philippe Landuré (beide Union de la gauche) mit einem Stimmenanteil von 53,24 % (Wahlbeteiligung:53,41 %).
| Vertreter im conseil général des Départements | Vertreter im conseil général des Départements | Vertreter im conseil général des Départements |
| Amtszeit                                      | Name                                          | Partei                                        |
| --------------------------------------------- | --------------------------------------------- | --------------------------------------------- |
| 2015–                                         | Brigitte Balay-Mizrahi Claudine Guillou       | DVD                                           |